# Beketov (cràter)
Beketov és un petit cràter d'impacte de la Lluna que es troba a l'extrem nord de la Mare Tranquillitatis. Al sud es troba el cràter fantasma Jansen R, i situat al nord-est de Beketov al llarg de la vora de la mar lunar es troba el cràter Vitruvius.

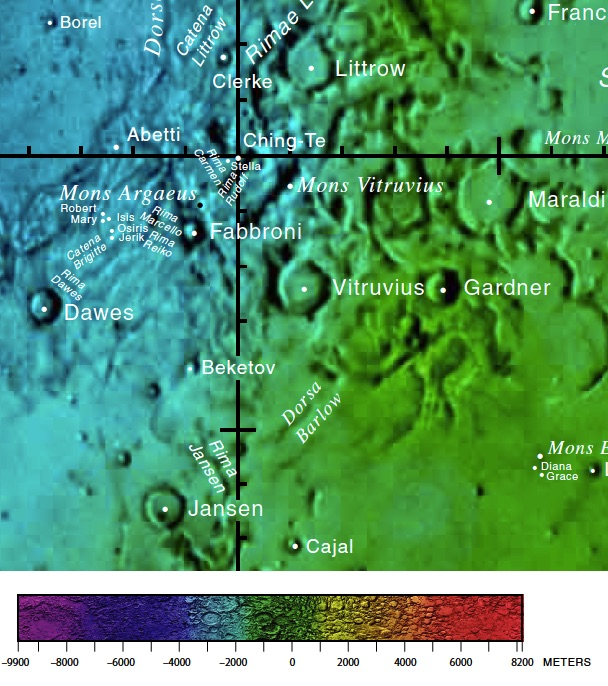
Localització de Beketov (centre a l'esquerra de la imatge)
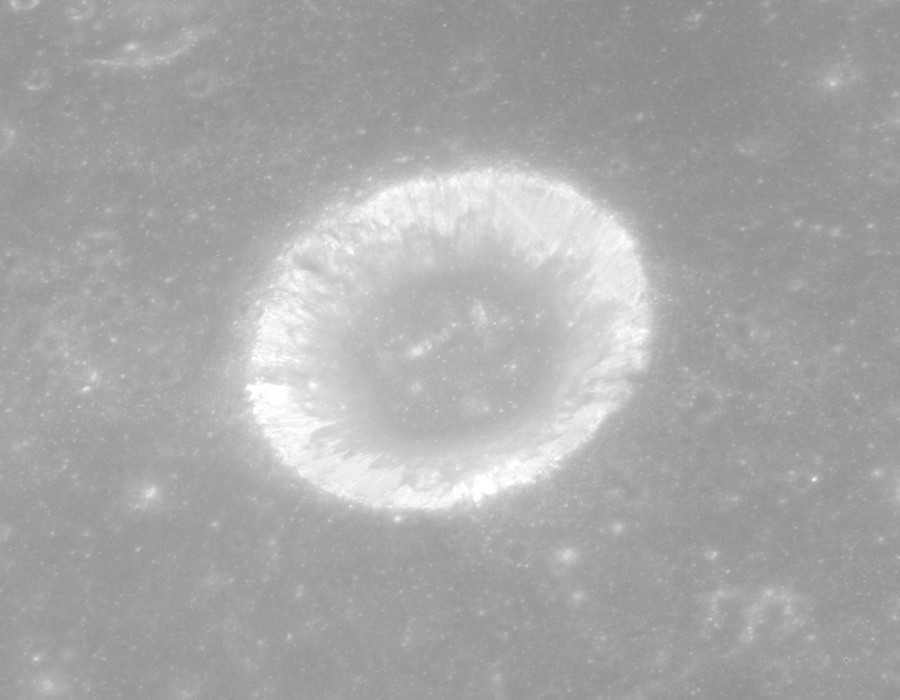
Vista obliqua panoràmica des de l'Apollo 15

Beketov va ser designat inicialment Jansen C abans de ser reanomenat per la UAI. El mateix cràter Jansen (inundat de lava) es troba al sud.